# Strychnos melinoniana
Strychnos melinoniana är en tvåhjärtbladig växtart som beskrevs av Henri Ernest Baillon. Strychnos melinoniana ingår i släktet Strychnos och familjen Loganiaceae. Inga underarter finns listade i Catalogue of Life.